# جون ماكفيرسون (لاعب كرة قاعدة)
جون ماكفيرسون (بالإنجليزية: John McPherson) هو لاعب كرة قاعدة أمريكي، ولد في 9 مارس 1869 في إيستون في الولايات المتحدة، وتوفي بنفس المكان في 30 سبتمبر 1941.

## وصلات خارجية
- جون ماكفيرسون على موقعبيزبول رفرنس.كوم (الدوري الرئيسي) (الإنجليزية)
- جون ماكفيرسون على موقعبيزبول رفرنس.كوم (الدوري الثانوي) (الإنجليزية)